# جوایز درامای کی‌بی‌اس
جوایز درامای کی‌بی‌اس (انگلیسی: KBS Drama Awards؛ کره‌ای: KBS 연기대상) یک مراسم اهدای جوایز سالیانه توسط سامانه سخن‌پراکنی کره (کی‌بی‌اس) برای دستاوردهای برجستهٔ درام‌های کره‌ای پخش شده در این شبکه است. این مراسم هر سال در ۳۱ دسامبر برگزار می‌شود. بالاترین افتخار این مراسم «جایزه بزرگ» (کره‌ای: 대상؛ Daesang) است که به بهترین بازیگر مرد یا بهترین بازیگر زن سال داده می‌شود.